# Jianshi
Der Kreis Jianshi (建始县 Jiànshǐ Xiàn) ist ein Kreis im Autonomen Bezirk Enshi der Tujia und Miao (Enshi Tujiazu Miaozu zizhizhou) im Südwesten der chinesischen Provinz Hubei. Er hat eine Fläche von 2.667 km² und 424.000 Einwohner (Stand: Ende 2019). Sein Hauptort ist die Großgemeinde Yezhou (业州镇).